# Tavola di affinità

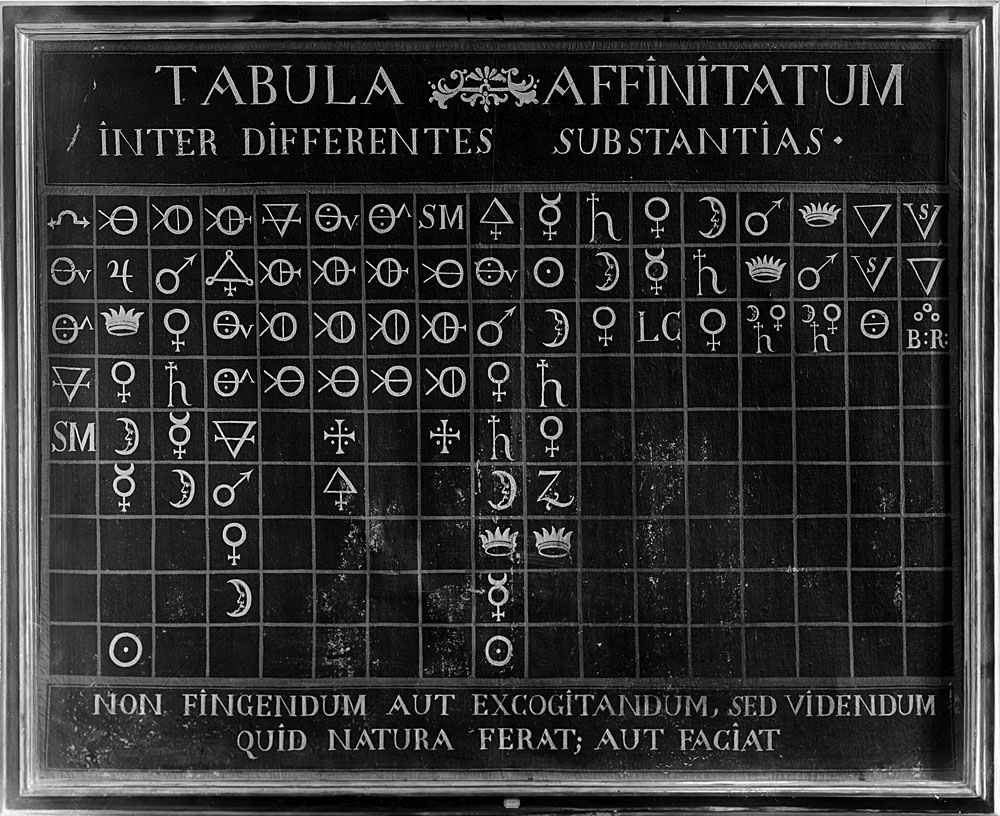
La Tabula Affinitatum al Museo Galileo, Firenze.

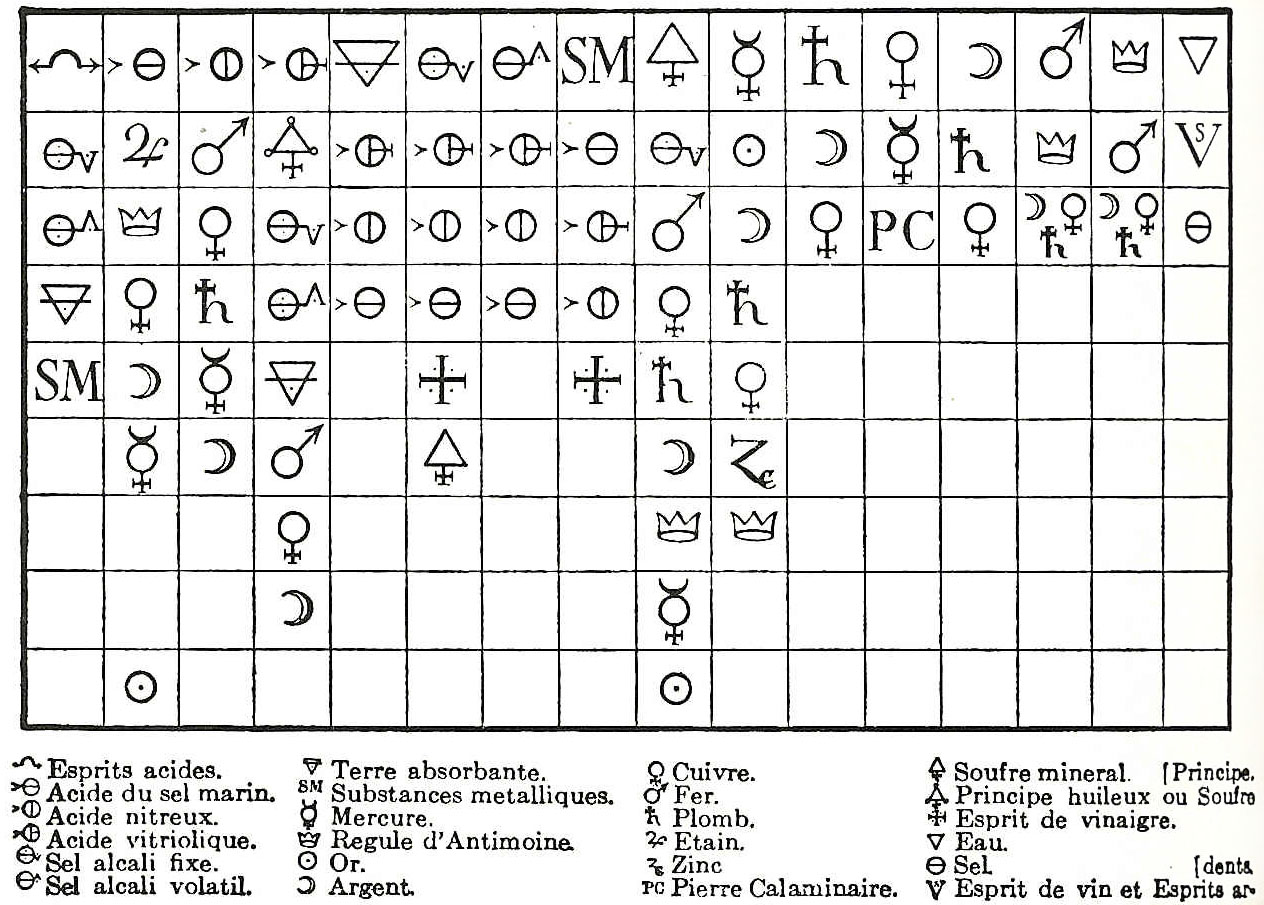
Tavola di affinità realizzata da Étienne François Geoffroy nel 1718.

La tavola di affinità è una tabella che indica le affinità chimiche e le relative reazioni.
Le tavole di affinità ebbero notevole fortuna nel XVIII secolo, soprattutto in Francia e in Germania. Si trattava per lo più di tabelle che indicavano l'ordine con cui una sostanza, o principio chimico, sostituiva un'altra sostanza in una reazione. Nonostante la loro limitata potenza predittiva, rimasero popolari, in parte perché misero ordine nel crescente numero di sostanze e reazioni conosciute, ma soprattutto perché tentarono di realizzare il sogno di svelare le leggi generali della chimica.